# Minamidaitō
Minamidaitō (南大東島 (Nam Đại Đông đảo) Minamidaitō-jima) (cũng được viết là Minami Daitō hay Minami-Daitō) là đảo lớn nhất trong Quần đảo Daitō tại Quận Shimajiri, Okinawa, Nhật Bản. Khu tự quản quản lý làng là Minamidaitō (南大東村 Minamidaitō-son).
Tên ban đầu của đảo là Nam Borodino sau chiếm thám hiểm của chiếc tàu Nga Borodino vào năm 1820. Năm 1899, một công binh từ Đảo Hachijo đã định cư tại đảo và trồng mía trên đảo. Một hệ thống tàu hỏa chuyên chở hàng hóa đã được thiết lập và sau đó đã bị tháo dỡ.. Rượu rom được làm từ mía trên đảo. Một nhà máy chưng cất rượu đã được khai trương năm 2004.
Đảo nằm trên vành đai khí hậu cận nhiệt và ngoại trừ đảo Kitadaito láng giếng thì không có đảo nào có người địn cư trong bán kính 400 km xung quanh đảo. Đảo có Sân bay Minami-Daito.